# Grande Prêmio da Itália de 2005
Resultados do Grande Prêmio da Itália de Fórmula 1 realizado em Monza em 4 de setembro de 2005. Décima quinta etapa do campeonato, teve como vencedor o colombiano Juan Pablo Montoya, da McLaren-Mercedes, que subiu ao pódio ladeado por Fernando Alonso e Giancarlo Fisichella, pilotos da Renault.

## Resumo
- Centésimo GP em que Michael Schumacher e Rubens Barrichello correm como companheiros de equipa.
- Neste GP não teve abandonos. Isso não acontecia desde o Grande Prêmio dos Países Baixos de 1961. (Outro GP que não teve abandonos foi o dos EUA de 2005, porém só seis carros disputaram o GP).
- Antônio Pizzonia substituiu Nick Heidfeld para o resto da temporada.
- Após o resultado do GP, Michael Schumacher estava matematicamente fora da disputa pelo título. Com isso, apenas Fernando Alonso e Kimi Räikkönen estavam na disputa pelo título inédito.

## Pilotos de sexta-feira
| Construtor        | Nº | Piloto             |
| ----------------- | -- | ------------------ |
| McLaren-Mercedes  | 10 | Pedro de La Rosa   |
| Sauber-Petronas   | 19 | Felipe Massa       |
| Red Bull-Cosworth | 37 | Vitantonio Liuzzi  |
| Toyota            | 38 | Ricardo Zonta      |
| Jordan-Toyota     | 40 | Narain Karthikeyan |
| Minardi-Cosworth  | 37 | Robert Doornbos    |

## Classificação da prova

### Treino classificatório
| Pos.   | Nº | Piloto               | Equipe            | Tempo    | Diferença  | Grid |
| ------ | -- | -------------------- | ----------------- | -------- | ---------- | ---- |
| 1      | 9  | Kimi Räikkönen       | McLaren-Mercedes  | 1:20.878 | [ nota 2 ] | 11   |
| 2      | 10 | Juan Pablo Montoya   | McLaren-Mercedes  | 1:21.054 | + 0.176    | 1    |
| 3      | 5  | Fernando Alonso      | Renault           | 1:21.319 | + 0.441    | 2    |
| 4      | 3  | Jenson Button        | BAR-Honda         | 1:21.369 | + 0.491    | 3    |
| 5      | 4  | Takuma Sato          | BAR-Honda         | 1:21.477 | + 0.599    | 4    |
| 6      | 16 | Jarno Trulli         | Toyota            | 1:21.640 | + 0.762    | 5    |
| 7      | 1  | Michael Schumacher   | Ferrari           | 1:21.721 | + 0.843    | 6    |
| 8      | 2  | Rubens Barrichello   | Ferrari           | 1:21.962 | + 1.084    | 7    |
| 9      | 6  | Giancarlo Fisichella | Renault           | 1:22.068 | + 1.190    | 8    |
| 10     | 17 | Ralf Schumacher      | Toyota            | 1:22.266 | + 1.388    | 9    |
| 11     | 14 | David Coulthard      | Red Bull-Cosworth | 1:22.304 | + 1.426    | 10   |
| 12     | 11 | Jacques Villeneuve   | Sauber-Petronas   | 1:22.356 | + 1.478    | 12   |
| 13     | 15 | Christian Klien      | Red Bull-Cosworth | 1:22.532 | + 1.654    | 13   |
| 14     | 7  | Mark Webber          | Williams-BMW      | 1:22.560 | + 1.682    | 14   |
| 15     | 19 | Felipe Massa         | Sauber-Petronas   | 1:23.060 | + 2.182    | 15   |
| 16     | 8  | Antônio Pizzonia     | Williams-BMW      | 1:23.291 | + 2.413    | 16   |
| 17     | 18 | Tiago Monteiro       | Jordan-Toyota     | 1:24.666 | + 3.788    | 17   |
| 18     | 20 | Robert Doornbos      | Minardi-Cosworth  | 1:24.904 | + 4.026    | 18   |
| 19     | 19 | Narain Karthikeyan   | Jordan-Toyota     | 1:25.859 | + 4.981    | 19   |
| 20     | 21 | Christijan Albers    | Minardi-Cosworth  | 1:26.964 | + 6.086    | 20   |
| Fonte: |    |                      |                   |          |            |      |

### Corrida
| Pos.   | Nº | Piloto               | Equipe            | Voltas | Tempo/Diferença | Grid | Pontos |
| ------ | -- | -------------------- | ----------------- | ------ | --------------- | ---- | ------ |
| 1      | 10 | Juan Pablo Montoya   | McLaren-Mercedes  | 53     | 1:14:28.659     | 1    | 10     |
| 2      | 5  | Fernando Alonso      | Renault           | 53     | + 2.479         | 2    | 8      |
| 3      | 6  | Giancarlo Fisichella | Renault           | 53     | + 17.975        | 8    | 6      |
| 4      | 9  | Kimi Räikkönen       | McLaren-Mercedes  | 53     | + 22.775        | 11   | 5      |
| 5      | 16 | Jarno Trulli         | Toyota            | 53     | + 33.786        | 5    | 4      |
| 6      | 17 | Ralf Schumacher      | Toyota            | 53     | + 43.925        | 9    | 3      |
| 7      | 8  | Antônio Pizzonia     | Williams-BMW      | 53     | + 44.643        | 16   | 2      |
| 8      | 3  | Jenson Button        | BAR-Honda         | 53     | + 1:03.635      | 3    | 1      |
| 9      | 12 | Felipe Massa         | Sauber-Petronas   | 53     | + 1:15.413      | 15   |        |
| 10     | 1  | Michael Schumacher   | Ferrari           | 53     | + 1:36.070      | 6    |        |
| 11     | 11 | Jacques Villeneuve   | Sauber-Petronas   | 52     | + 1 volta       | 12   |        |
| 12     | 2  | Rubens Barrichello   | Ferrari           | 52     | + 1 volta       | 7    |        |
| 13     | 15 | Christian Klien      | Red Bull-Cosworth | 52     | + 1 volta       | 13   |        |
| 14     | 7  | Mark Webber          | Williams-BMW      | 52     | + 1 volta       | 14   |        |
| 15     | 14 | David Coulthard      | Red Bull-Cosworth | 52     | + 1 volta       | 10   |        |
| 16     | 4  | Takuma Sato          | BAR-Honda         | 52     | + 1 volta       | 4    |        |
| 17     | 18 | Tiago Monteiro       | Jordan-Toyota     | 51     | + 2 voltas      | 17   |        |
| 18     | 20 | Robert Doornbos      | Minardi-Cosworth  | 51     | + 2 voltas      | 18   |        |
| 19     | 21 | Christijan Albers    | Minardi-Cosworth  | 51     | + 2 voltas      | 20   |        |
| 20     | 19 | Narain Karthikeyan   | Jordan-Toyota     | 50     | + 3 voltas      | 19   |        |
| Fonte: |    |                      |                   |        |                 |      |        |

## Tabela do campeonato após a corrida
| Pos.   | Piloto             | Pontos |
| ------ | ------------------ | ------ |
| 1      | Fernando Alonso    | 103    |
| 2      | Kimi Räikkönen     | 76     |
| 3      | Michael Schumacher | 55     |
| 4      | Juan Pablo Montoya | 50     |
| 5      | Jarno Trulli       | 43     |
| Fonte: |                    |        |

| Pos.   | Construtor       | Pontos |
| ------ | ---------------- | ------ |
| 1      | Renault          | 144    |
| 2      | McLaren–Mercedes | 136    |
| 3      | Ferrari          | 86     |
| 4      | Toyota           | 78     |
| 5      | Williams–BMW     | 54     |
| Fonte: |                  |        |

- Nota: Somente as primeiras cinco posições estão listadas.